# Corso (Argélia)
Corso (em árabe: قورسو) é uma cidade e comuna localizada na província de Boumerdès, Argélia. Segundo o censo de 2008, a população total da cidade era de 20 705 habitantes.